# 八光流柔術
八光流柔術（はっこうりゅうじゅうじゅつ）は、奥山龍峰（1901年 - 1986年）によって創始された護身術である。正しくは、日本武芸司護身道八光流柔術という。「刀法」と呼ばれる剣術も伝えられているが、刀法の教伝を受けることができた者は極めて少ない。
現在は八光流及び皇法指圧については、商標登録が日本、アメリカ、ヨーロッパにおいて登録されており、公式に総本部より許可された者のみが定められた使用の範囲で商標を使用する事が許され、師範以上のもので尚且つ道場登録を総本部より許可が出た者のみが商標使用できる。また、登録は継続が一年更新となっており、許可証のない者、または更新されていない者は公式とはみなされない。
総本部より許可の無い者が商標権、知的財産権、著作権に関する無断使用を行っている場合は法的に処理を行うとされているが、日本国内で取得している商標権の範囲は極めて限定的である。

## 沿革
奥山龍峰（本名・吉治）は、1901年（明治34年）、山形県谷地町（現 河北町）に生まれた。1924年（大正13年）に東京政治学校に入学し、初期の八光流を援助した学長で政治家の松本君平や、八光流の理論面に影響をあたえた仏教学者の江部鴨村らと同校で知り合っている。
東京政治学校を卒業後、北海道旭川市に移住し、1927年（昭和2年）より、松田敏美との交流の後、1930年（昭和5年）より、皇法医学を創始した平田内蔵吉から、1934年（昭和9年）よりは南拝山からも、それぞれ東洋医学と共に哲学等を学んだ。1931年（昭和6年）より治療師を開業し、翌1932年（昭和7年）に治療師を養成する皇法義塾を開設した。
1937年（昭和12年）より母校である東京政治学校の空教室で護身術を教え始め、旭川や東京の八王子で大東流を教授した。1938年（昭和13年）には名士道と称した。昭和14年（1939年）には武田惣角の指導も受け、その後、長谷川古流居合を山口喜一より学ぶなど、数十流に学んだと言う。また、中澤流護身術を中澤蘇伯より学んでいる。しかし、これらの武道歴の詳細は、山口から長谷川古流居合を学んだこと以外は奥山の生前にはほとんど伏せられていたとされる。1941年（昭和16年）には紳士道に改め、1941年（昭和16年）に日本武芸司護身道八光流柔術を東京元神名宮にて起流した。
戦後、さらに技法の改良や追加が行われ、1955年（昭和30年）頃、師範技が制定され、以後、四段以下の段階にも何度も技が追加された。1965年（昭和40年）頃、皆伝技が制定された。
衆議院第二会館に八光流柔術の道場が開かれ、国会職員や国会衛視らが八光流を学んだ（現在は道場は無い）。また、オハイオ州警察の元警官で八光流師範のマイケル・ラモニカが、アメリカ合衆国連邦捜査局（FBI）のインストラクターに就任したことにより、1979年にFBIの逮捕術に八光流の技が採り入れられた。
1995年（平成7年）、入江安博とアメリカ支部長のマイケル・ラモニカらが脱会、破門となる。彼らは皇光道柔術（海外では八光伝心流）を開き、八光流とは別流派として活動している。また、日本国内、世界各国を見ても同様に八光流の技の一部を流用し、流派名を変更して活動している者がいるほど、影響は大きい。

## 技法

### 柔術
八光流は、古来からある技法を整理し、理解し易い形に再編して、技法を各段位に分類している。また「心的作用」と呼ぶイメージを伴う独自の稽古方法により比較的短期間に技を習得させ、「金剛力」を習得させる体系となっており古来よりの当身術に加え活方や整骨法など多くの古伝の技術が継承されている。
技法は、初段技から準師範技として四段技、その上に師範技（五段の捕り含む）、皆伝技と構成され皆伝技の口伝として「三大基柱」という技の根幹が授けられる構成となっている。また、八光流では各段階の技法と段位が対応しており、段位が古流で言う傳位となっている。つまり、技術を伝えた段階を示すもので、例えば、初段技を全て伝えられると初段位を免許される。師範免許は、師範技と呼ばれる技法を宗家から伝授された者に与えられ、皆傳師範の免許は同じく皆傳技を伝授された者に与えられるが、師範技、皆傳技ともに伝授に要する期間は３〜4日程度であり、運転免許と同じく、資格取得後の復習を怠ればペーパー師範となる恐れもある。
各段階の技法と経絡への刺激による技法が中心となっている。このため、経絡が刺激されることによる健康維持にも効果があると伝えられている。
女子護身道
創始者が1941年頃、大日本士道会仮道場にて教伝を行っていた際、女学校の中等学校で教伝されていた技を復刻し、本部で教伝している。この女子護身道には多くの武術的コツが内包されており、当時、前田武が師範として協力していた事も事実である。女子護身道からイメージする事は、女子に特化した技術体系を思わせるが、事実現在の本伝を更に深いものにする技法が多く残されている。受講するには面談があり、誰でも受けられる事が出来ない事からも古き技の知識が内包されている事が窺えるが、公式ホームページ等での行事報告の更新もないので、現在の伝承が行われているか不明である。
初段座り技
八光捕、手鏡、合気投、膝固、腕押捕、胸押捕、打込捕
初段半立技
横片手押捕、椅座諸手押捕
初段立技
八光攻、立当、立手鏡、引投、腕押捕、胸押捕、両腕押捕、両胸押捕、打込捕、後攻落、傘後攻捕、首〆捕
二段座り技
松葉捕、手鏡、腕押捕、胸押捕、木葉返、綾捕、打込捕、半立前両手押捕
二段立技
巻込、手刀絞、両手刀絞、立手鏡、腕押捕、胸押捕、両腕押捕、両胸押捕、
木葉返、胸木葉返、片手押綾捕、打込捕、前二方投、後二方投
三段

四段

師範技

皆伝秘技三大基柱

### 刀法
八光流には「刀法」と呼ばれる剣術が伝わっている。その内容は、手は右手を前にし、足は逆に左足を前にする中段構え（正眼）を特徴とする。剣道や他流の剣術では、右手を前の場合、右足を前にする正眼の構えをとることに比べると特異な構えである。（型を正式に習得した者は数少いないが現在でも稀に演武や特殊教傳などによって見る事が出来る事がある）
現在においては稀に宗家が密かに伝えることもあるようだ。
武道史研究家の高橋賢によると、武田惣角の伝えた剣術の特徴が、この右手前・左足前の中段構えであるという。高橋は、武田の弟子であった久琢磨・植芝盛平・奥山龍峰、植芝の弟子の富木謙治の戦前の剣術を演武している写真を比較し、いずれも右手前・左足前の中段構えが共通していることを論証した。
この高橋の説が正しければ、大東流が小野派一刀流を採り入れ、植芝も鹿島神道流から合気剣を編みだして、いずれも剣道や他流と同じく右手前・右足前の剣術に変化している中で、八光流刀法は武田惣角伝の右手前・左足前の剣術を伝える数少ない系統ということになる。ただし、前述の通り刀法を学ぶことができた者は極めて少ない。

## 皇法医学（皇方医学）
八光流に伝えられている指圧を中心とする治療法・健康法を「皇法医学」という（皇方医学と表記されることもある）。八光流では、柔術は外敵からの護身技術、皇法医学は病気などの体内の敵からの護身技術として、柔術と皇方医学は表裏一体としている。
本来、皇法医学は平田内蔵吉によって創始された総合療法の名称である。平田内蔵吉は鍼灸に大きな影響を及ぼした人物だが、肥田春充から肥田式強健術を学び、肥田から「心友」として認められ、独自の操練法を考案（肥田春充承認のもと肥田式強健術に独自の操練法を加えた人物は平田のみと思われる）したほどであった。
八光流では、平田が創始した療法を受け継いでいることから皇法医学と称している。その内容は、経絡を刺激する指圧、整骨法、活法（救命法）、体操法などからなる（これが平田の療法体系の全てかどうかは不明である）。
奥山によると、平田の療法との相違点は以下の2点としている。
1. 器具を一切用いず、手による刺激を中心とすること。
2. 患部を刺激しないこと。

体操法には、「護身体操」、「護身簡約体操」、「脊椎運動法」などがある。
この内、「護身体操」が、肥田式強健術の内容と似ていることが指摘されることがあるが、これは前述のように、平田内蔵吉から学んだ内容に肥田式強健術が含まれていたことによると思われる。（護身体操が、平田が考案した「経絡式中心操練法」に極めて似た内容であるのもそれを示していると思われる）
なお、八光流は「皇方医学」、平田の療法は「皇法医学」という表記とする説もあるが、平田の療法を「皇方医学」と表記されている事例もあるので、必ずしも正しいとは確定しがたい。
その効果について、合気道研究家のスタンレー・プラニン（合気ニュース社代表）は「2、3年来の腰痛が約5分程の指圧で嘘のように消えてしまった」と記している。

### 護身体操
経絡を認識し本伝技術体系を使用する際の修養ポイントを詳しく伝えている。皇方指圧で施術した方への処方的使い方や、武術としての身体操法を修練する。
一時的に復刻された様であるが、現在も本部で伝えらているかは不明。女子護身道と同じく活動内容が公表されておらず実態は分からない。
2024年頃から本部道場で学んだと言う護身体操の写真を公開している示範が登場しているが、八光流本部側から護身体操についての発表は一切ない状況が続いている。一度、廃れた技術なので、技術の正当性について有効な検証手段がないのが実情だろう。

## 他流派への影響
八光流は、他流派で名を上げたりした者が参考に学んだ例が多いとされている。一例として少林寺拳法開祖宗道臣（当時は中野姓）が講習会に参加している。彼は、昭和23年11月16日、丸亀市での八光流地方講習会の際、逗留先を訪れ英名録 (門人名簿) に署名し、一日だけ初段技の教伝を受けた。翌日もメモを取ったという。
公式道場は、必ず道場登録がなされており、証明書が発行されている。